# クルト・レヴィン
クルト・レヴィン（Kurt Zadek Lewin, 1890年9月9日 - 1947年2月12日）は、ドイツ出身の心理学者。専門は社会心理学、産業・組織心理学、応用心理学。ドイツ領だったポーゼン州モギルノ出身でユダヤ系。
「ツァイガルニク効果」の研究や「境界人」の概念の提唱で知られる。

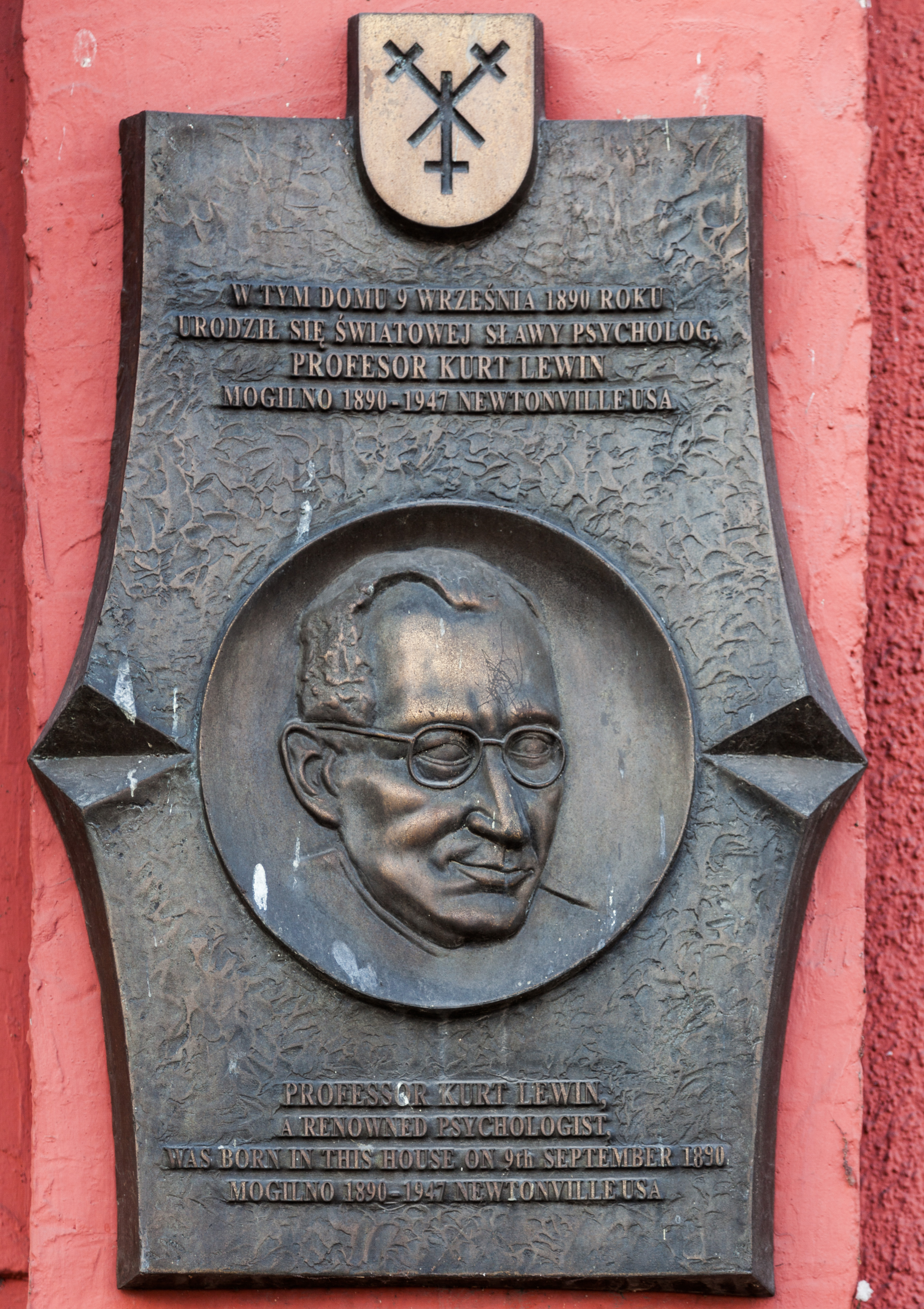
モギルノにあるクルト・レヴィンのレリーフ

## 人物
ゲシュタルト心理学を社会心理学に応用しトポロジー心理学を提唱した。ベルリン大学の哲学と心理学の教授を務めていたが、ナチ党の権力掌握で、ユダヤ人の学者は大学から追放された。海外に出ていた彼は、1933年8月にアメリカに亡命し、1940年にアメリカの市民権を取得した。コーネル大学教授をつとめ、マサチューセッツ工科大学（MIT）にグループダイナミクス（集団力学）研究所を創設した。「社会心理学の父」と呼ばれ、アイオワ大学の博士課程でレオン・フェスティンガーなどを指導した。リーダーシップスタイル（専制型、民主型、放任型）とその影響の研究、集団での意思決定の研究、場の理論や変革マネジメントの「解凍―変化―再凍結」モデルの考案、「アクション・リサーチ」という研究方式、グループダイナミクスによる訓練方法（特にTグループ）など、その業績は多方面にわたる。1947年、マサチューセッツ州ニュートンビルで死去。

## 生涯
1890年、プロイセン王国ポーゼン州モギルノでユダヤ系の中流家庭に4番目の子として生まれる。当時人口5,000人ほどの小さな村であったが、ユダヤ人は約150人ほどだった。クルトの父・レオポルドは雑貨店を経営しており、家族はその店の上階に住んでいた。1905年、家族はベルリンに移住した。クルトは1908年にかけてベルリンのシャルロッテンブルクにあるギムナジウム・en:Kaiserin Augusta Gymnasiumで学んだ。
1909年、アルベルト・ルートヴィヒ大学フライブルク（フライブルク大学）に入学し、医学を専攻したものの、生物学を学ぶためルートヴィヒ・マクシミリアン大学ミュンヘン（ミュンヘン大学）に転学し、社会主義運動と女性の権利運動に関わるようになる。1910年4月にはフンボルト大学ベルリン（ベルリン大学）に転学した。当時は医学生だったものの、興味は哲学と心理学に移っており、講義はほとんど心理学のコースを受講していた。ベルリンではカール・シュトゥンプの講義も受講していた。第一次世界大戦に従軍したのち、ベルリンに戻り、シュトゥンプの元で博士論文を完成させた。
ベルリン時代にはフランクフルト学派との関わりが強く、マックス・ヴェルトハイマー、ヴォルフガング・ケーラーらと共に研究を行った。1926年から1933年にかけてベルリン大学教授として緊張、欲求、動機づけ、学習について実験を行った。1933年に国家社会主義ドイツ労働者党が政権を獲得し、アドルフ・ヒトラー内閣が成立するとホロコーストから逃れるためにイギリス経由でアメリカに移住した。ロンドンではタビストック・クリニックの創設者のひとりであるエリック・トリストと会っている。
レヴィンは1933年8月にアメリカに移住し、1940年にアメリカ国籍を取得。移住後はコーネル大学、アイオワ大学で研究をつづけた後、マサチューセッツ工科大学の集団力学センターのトップに就任した。
1947年2月、マサチューセッツ州ニュートンビルで心臓発作によって死去。